# غجيغوش راشاك
غجيغوش راشاك (بالبولندية: Grzegorz Rasiak) مواليد 12 يناير 1979 في شتتين، هو لاعب كرة قدم بولندي دولي سابق كان يلعب كمهاجم. اعتزل اللعب عام 2014. سبق له أن لعب في كأس العالم لكرة القدم مع منتخب بلاده. بدأ مسيرته الرياضية عام 1996. لعب خلال مسيرته 377 مباراة سجل خلالها 131 هدفاً.

## مسيرته الكروية
لعب غجيغوش راشاك خلال مسيرته الاحترافية مع 13 ناديًا في ثلاثة وعشرون موسمًا وسجل خلالها 131 هدف ضمن 394 مباراة. ولم يفز بأي موسم بالكأس أو بالدوري.
خاض غجيغوش راشاك مسيرته مع وارتا بوزنان في موسم 1996–97 في المرة الأولى ولمدة موسمين ثم في موسم 2013–14 لمدة موسم واحد، مشاركًا طوالها في 28 مباراة سجل خلالها 12 هدفًا. ثم انتقل إلى GKS Bełchatów ‏ في موسم 1998–99 ولمدة موسمين، حيث شارك في 45 مباراة سجل خلالها 7 أهداف. لينتقل بعدها إلى Odra Wodzisław Śląski ‏ في موسم 2000–01 لمدة موسم واحد، مشاركًا في 28 مباراة سجل خلالها 9 أهداف. ثم انتقل إلى نادي دايسكوبوليا غرودجيسك ويلكوبولسكي في موسم 2001–02 واستمر معه طيلة ثلاثة مواسم، مشاركًا في 66 مباراة سجل خلالها 34 هدفًا. هذا وانتقل لاحقًا إلى نادي ديربي كاونتي في موسم 2004–05 ولمدة موسمين، مشاركًا في 41 مباراة سجل خلالها 18 هدفًا. ثم انتقل بعدها إلى نادي ساوثهامبتون في موسم 2005–06 ليلعب معه أربعة مواسم، مشاركًا في 78 مباراة سجل خلالها 28 هدفًا. ليعود وينتقل من جديد، لكن هذه المرة إلى نادي بولتون واندررز في موسم 2007–08 لمدة موسم واحد، مشاركًا في 7 مباريات ولم يسجل أي هدف. لينتقل بعدها إلى نادي واتفورد في موسم 2008–09 لمدة موسم واحد، مشاركًا في 21 مباراة سجل خلالها 8 أهداف. ثم لعب في نادي ريدنغ في موسم 2009–10 ولمدة موسمين، مشاركًا في 30 مباراة سجل خلالها 9 أهداف. ليعود ويرتحل عنه إلى نادي أيل ليماسول في موسم 2010–11 لمدة موسم واحد، مشاركًا في 17 مباراة ولم يسجل أي هدف. ثم انتقل إلى نادي ياغيلونيا بياويستوك في موسم 2011–12 لمدة موسم واحد، مشاركًا في 12 مباراة سجل خلالها هدفين. لينتقل بعدها إلى نادي ليخيا غدانسك في موسم 2012–13 لمدة موسم واحد، مشاركًا في 13 مباراة سجل خلالها 4 أهداف.

## روابط خارجية
- غجيغوش راشاك على موقع الاتحاد الدولي (مؤرشف)  (الإنجليزية)
- غجيغوش راشاك على موقع قاعدة بيانات كرة القدم.إي يو (الإنجليزية)
- غجيغوش راشاك على موقع ناشيونال فوتبول تيمز (الإنجليزية)
- غجيغوش راشاك على موقع Soccerbase.com (لاعب) (الإنجليزية)
- غجيغوش راشاك على موقع عالم كرة القدم.نت (الإنجليزية)